# Morta
Morta ist der latinisierte Name der griechischen Schicksalsgöttin Moira in der römischen Mythologie.
In Livius Andronicus Odusia, einer Übersetzung der Odyssee von Homer ins Lateinische, ist Morta diejenige, die den Todestag voraussagt. Dass es sich bei Morta lediglich um eine Übersetzung für Moira handelt, wurde erstmals im 2. Jahrhundert von Aulus Gellius angemerkt und gilt wegen desselben Wortstamms beider Namen als gesichert. Die Einreihung der Morta unter die Parcae neben Nona und Decima gilt als Konstrukt des Lexikographen Caesellius Vindex, das nach Gellius bereits von Varro widerlegt wurde. Bedeutung in der römischen Religion wird der Morta daher nicht zugemessen.